# Sevno, Šmartno pri Litiji
Sevno este o localitate din comuna Šmartno pri Litiji, Slovenia, cu o populație de 47 de locuitori.